# Impiccati del Niolo
(Stele sul Convento di San Francesco a Calacuccia.)
L'espressione "impiccati del Niolo" (in francese les pendus du Niolo, in corso l'impicati di u Niolu) si riferisce ad una strage commessa il 25 giugno 1774 dal generale francese Sionville (Chalon-sur-Saône, 1748 - Lione, 1808). 

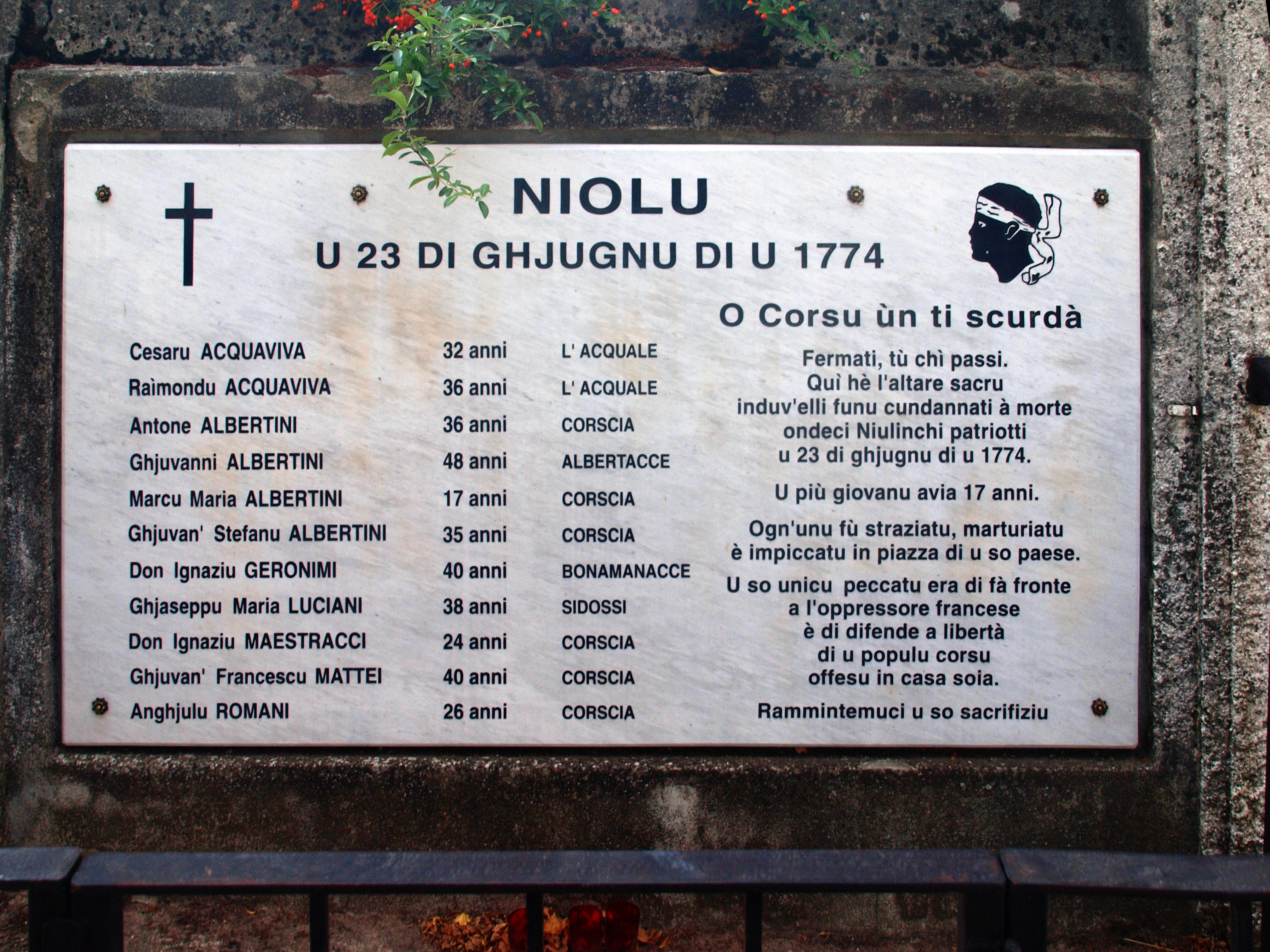
Stele nel convento San Francesco a Calacuccia a ricordo delle vittime.

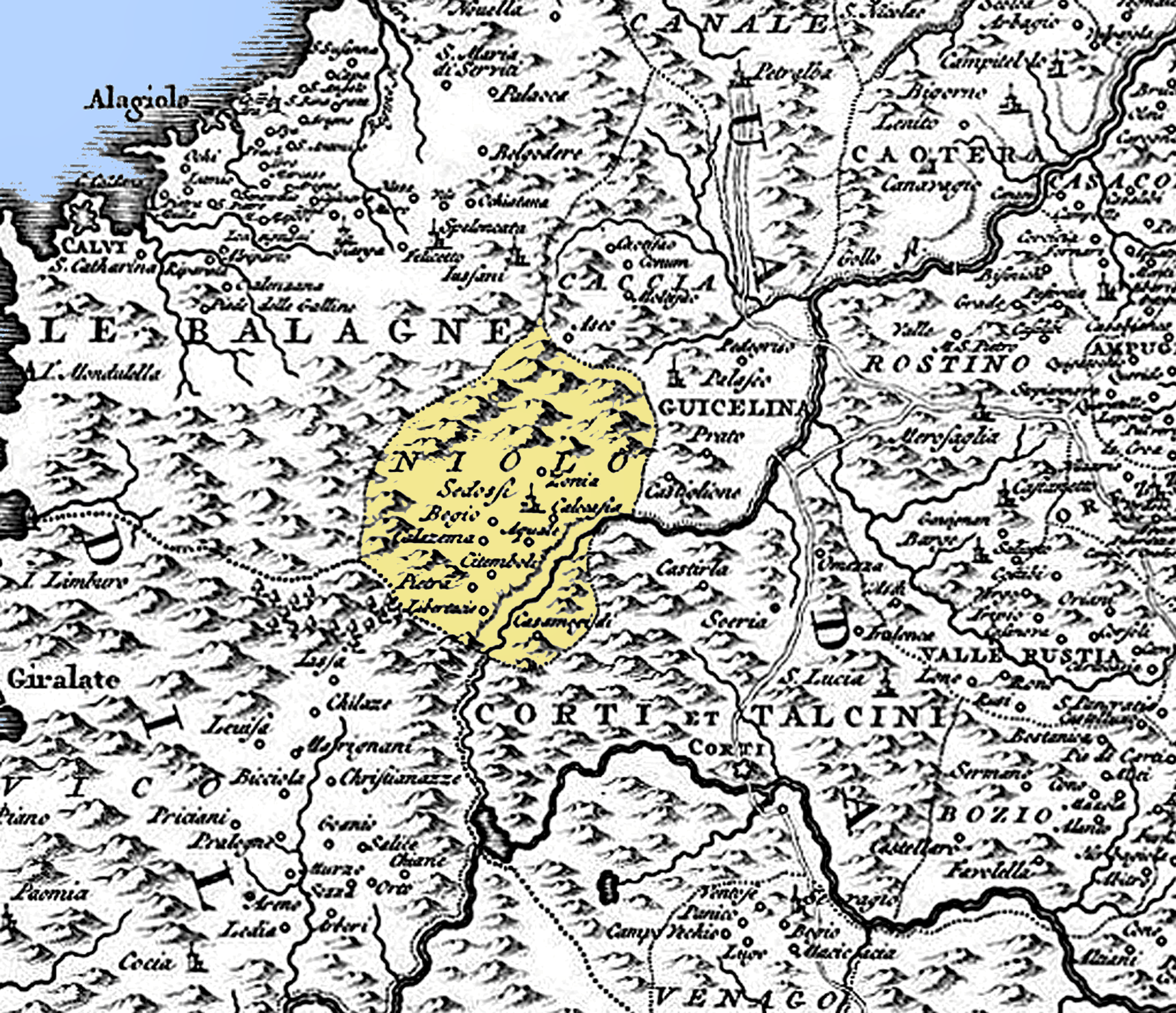
Il Niolo nel 1737 nella carta del capitano Vogt, cartografo di Carlo VI d'Asburgo in Corsica.

## I fatti
In seguito all'annessione della Corsica dalla Repubblica di Genova alla Francia nel 1768 con il trattato di Versailles, si accese la lotta della popolazione corsa contro i nuovi occupanti.
Il 31 marzo 1774, la consulta di Capo Corso decise di liberare Corte dai nuovi occupanti francesi.
Allo stesso tempo partì la rivolta della popolazione di Castirla, nel Niolo. Quando il generale Marbeuf, che era il comandante militare della Corsica, imprigionò uno dei capi della rivolta antifrancese, Cesare d'Orezza, 400 uomini presero le armi.
In seguito alla morte di Luigi XV, il 10 maggio il generale Marbeuf venne richiamato a Parigi e sostituito dal duca di Narbona, che attuò una repressione ancora più dura nei confronti dei rivoltosi. In particolare, fu disposto che fossero perseguiti tutti i possessori di armi e le relative famiglie, a meno che non si fossero arresi; in questo caso, avrebbe avuta salva la vita ma doveva scontare una pena nel carcere di Tolone.
Quindi partì la rivolta del Niolo e i francesi al comando del duca di Narbona e del generale Sionville venuti a conoscenza dell'inizio della rivolta si acquartierarono alle costole dei rivoltosi a Morosaglia in Castagniccia(anche per un fatto simbolico dato che è il paese natale di "U babbu di a Patria" Pasquale Paoli). 
Il 21 giugno i rivoltosi furono accerchiati e dodici furono condannati a morte per impiccagione, ma uno di loro, Matteo Mattei riuscì a fuggire e cinquantadue furono condannati a scontare una pena nel carcere di Tolone; tra i condannati a morte c'era anche un ragazzo di soli 17 anni, Marco Maria Albertini (alcune fonti affermano che aveva solo 15 anni e le autorità francesi affermarono che ne aveva 20). Il convento di San Francesco di Calacuccia venne trasformato in prigione, i condannati non ebbero nessun difensore, furono scelti a caso tra i rivoltosi e processati in tre giorni, inoltre le greggi di pecore di loro proprietà vennero tutte sgozzate dai francesi. 
Il generale Sionville scelse personalmente gli alberi che potevano reggere il peso degli undici impiccati a Corscia.
Le rivolte in Corsica continuarono fino a settembre e come rappresaglia l'esercito francese rase al suolo interi paesi e molte vittime innocenti furono uccise senza pietà o deportate a Tolone, tuttora in Corsica e soprattutto nel Niolo il 1774 è ricordato come l'annu di a disgrazia.

## Le vittime
Le undici vittime del Niolo furono:
- Cesare Acquaviva di 32 anni di Acquale di Lozzi.
- Raimondo Acquaviva di 36 anni di Acquale di Lozzi.
- Antonio Albertini di 36 anni di Corscia.
- Giovanni Albertini di 48 anni di Albertacce.
- Marco Maria Albertini di 17 anni di Corscia.
- Giovan Stefano Albertini di 35 anni di Corscia.
- don Ignazio Geromini di 40 anni di Bonamanacce di Calacuccia.
- Giuseppe Maria Luciani di 38 anni di Sidossi di Calacuccia.
- don Ignazio Maestracci di 24 anni di Corscia.
- Giovanni Francesco Mattei di 40 anni di Corscia.
- Angelo Romani di 26 anni di Corscia.

## Gli impiccati del Niolo nella cultura corsa
Gli impiccati del Niolo sono ricordati dalla canzone del gruppo còrso tradizionale A filetta nella canzone A paghjella di l'impiccati (La paghjella degli impiccati), contenuta nell'album Intantu del 2002.